# Stazione di Villetta San Romano
Stazione di Villetta San Romano vasútállomás Olaszországban, San Romano in Garfagnana településen. 1940. április 21-én kezdte meg működését.

## Vasútvonalak
Az állomást az alábbi vasútvonalak érintik:
- Aulla Lunigiana–Lucca-vasútvonal

- Lucca-Aulla vasútvonal

## Kapcsolódó állomások
A vasútállomáshoz az alábbi állomások vannak a legközelebb:
- Stazione di Poggio-Careggine-Vagli
- Stazione di Castelnuovo di Garfagnana
- Stazione di Pontecosi